# Kőszegi járás
A Kőszegi járás Vas vármegyéhez tartozó járás Magyarországon, amely 2013-ban jött létre. Székhelye Kőszeg. Területe 286,45 km², népessége 25 473 fő, népsűrűsége pedig 89 fő/km² volt 2013 elején. 2013. július 15-én három város (Kőszeg, Bük és Csepreg) és 18 község tartozott hozzá.
A Kőszegi járás a járások 1983-as megszüntetése előtt is létezett, 1954-ig.

## Települései
| Település        | Rang (2013. július 15.) | Közös hivatal | Kistérség (2013. január 1.) | Népesség (2013. január 1.) | Terület (km²) |
| ---------------- | ----------------------- | ------------- | --------------------------- | -------------------------- | ------------- |
| Kőszeg           | járásszékhely város     | Kőszeg        | Kőszegi                     | 11 628                     | 54,66         |
| Bük              | város                   | Bük           | Csepregi                    | 3 454                      | 20,86         |
| Csepreg          | város                   | Csepreg       | Csepregi                    | 3 275                      | 49,54         |
| Bozsok           | község                  | Kőszeg        | Kőszegi                     | 343                        | 20,91         |
| Cák              | község                  | Lukácsháza    | Kőszegi                     | 285                        | 6,48          |
| Gyöngyösfalu     | község                  | Lukácsháza    | Kőszegi                     | 1 144                      | 9,65          |
| Horvátzsidány    | község                  | Horvátzsidány | Kőszegi                     | 808                        | 12,17         |
| Iklanberény      | község                  | Bük           | Csepregi                    | 46                         | 2,96          |
| Kiszsidány       | község                  | Horvátzsidány | Kőszegi                     | 87                         | 4,93          |
| Kőszegdoroszló   | község                  | Lukácsháza    | Kőszegi                     | 243                        | 9,65          |
| Kőszegpaty       | község                  | Lukácsháza    | Kőszegi                     | 208                        | 12,25         |
| Kőszegszerdahely | község                  | Lukácsháza    | Kőszegi                     | 459                        | 7,37          |
| Lócs             | község                  | Csepreg       | Csepregi                    | 128                        | 5,13          |
| Lukácsháza       | község                  | Lukácsháza    | Kőszegi                     | 1 055                      | 9,36          |
| Nemescsó         | község                  | Lukácsháza    | Kőszegi                     | 283                        | 7,38          |
| Ólmod            | község                  | Horvátzsidány | Kőszegi                     | 101                        | 3,66          |
| Peresznye        | község                  | Horvátzsidány | Kőszegi                     | 841                        | 10,73         |
| Pusztacsó        | község                  | Lukácsháza    | Kőszegi                     | 149                        | 7,26          |
| Tormásliget      | község                  | Csepreg       | Csepregi                    | 317                        | 7,53          |
| Tömörd           | község                  | Csepreg       | Csepregi                    | 282                        | 15,36         |
| Velem            | község                  | Kőszeg        | Kőszegi                     | 337                        | 8,61          |

## Története
A 20. század elején délkeletről a Szombathelyi járás, délnyugatról a Felsőőri járás, északnyugatról Alsó-Ausztria, északról Sopron vármegye Felsőpulyai járása, északkeletről pedig ugyanezen megye Csepregi járása határolta. A trianoni békeszerződés óta egykori területének nagyobb része Ausztria Burgenland tartományához tartozik, Magyarországi része pedig Vas vármegyéhez.
A trianoni békeszerződésig Vas vármegyéhez tartozott, területe az 1910-es években 427,70 km² volt. Nyugati, döntően német anyanyelvűek által lakott mintegy kétharmad részét a trianoni békeszerződés 1920-ban Ausztriához csatolta, ahol legtöbb községét a Felsőőri, néhányukat pedig a Felsőpulyai járáshoz osztották be.
A Magyarországhoz tartozó rész Kőszeg-Felsőőri járás néven működött tovább, majd 1933 és 1937 között átmenetileg megszűnt, ekkor községei a Szombathelyi járáshoz tartoztak. 1938-ban újraszervezték Írottkői járás néven.
Az 1950-es megyerendezéskor idecsatoltak néhány községet az egyidejűleg megszüntetett Csepregi járásból, Sopron vármegyéből. Az 1950-es járásrendezés során valamennyi járás a székhelyére utaló nevet kapott, így a Kőszegi járás visszakapta korábbi nevét. Az első tanácstörvény időszakában, 1950 és 1954 között Kőszeg városa is a része volt. Ezután azonban nem működött már sokáig, a tanácsrendszerben az elsők között szüntették meg 1954-ben, és teljes egészében beolvasztották a Szombathelyi járásba.

### Települései a trianoni békeszerződés előtt
- Alsószénégető
- Bándol
- Barátmajor
- Borostyánkő (Ausztria)
- Bozsok
- Csajta
- Cák
- Edeháza
- Felsőszénégető
- Füsthegysirokány
- Gyöngyösfő
- Hámortó
- Hármasfalu (Ausztria)
- Háromsátor
- Hosszúszeg
- Hosszúszeghuta
- Incéd
- Kiscsömöte
- Kispöse
- Kőpatak
- Kőszegdoroszló
- Kőszegpaty
- Kőszegszerdahely
- Kulcsárfalu
- Kúpfalva
- Lantosfalva
- Léka
- Létér
- Ludad
- Lukácsháza
- Mencsér
- Nagycsömöte
- Nagypöse
- Nemescsó
- Németgyirót
- Óhodász
- Perenye
- Polányfalva
- Pörgölény
- Pusztacsó
- Rendek
- Rohonc
- Rőtfalva
- Rumpód
- Salamonfalva
- Seregélyháza
- Szabar
- Szalónakhuta
- Tömörd
- Újvörösvágás
- Vágod
- Városhodász
- Velem

A járásszékhely, Kőszeg nem volt a járás része, mivel rendezett tanácsú város volt.
Az 1910-es népszámláláskor a járás népessége 25 540 fő volt.